# Myrliljesläktet
Myrliljesläktet (Narthecium) är ett släkte i familjen myrliljeväxter med 4–8 arter från Europa, östra Asien och Nordamerika. 
Arter enligt Catalogue of Life:
- Narthecium americanum
- Narthecium asiaticum
- Narthecium balansae
- Narthecium californicum
- myrlilja (Narthecium ossifragum)
- Narthecium reverchonii
- Narthecium scardicum

## Bildgalleri

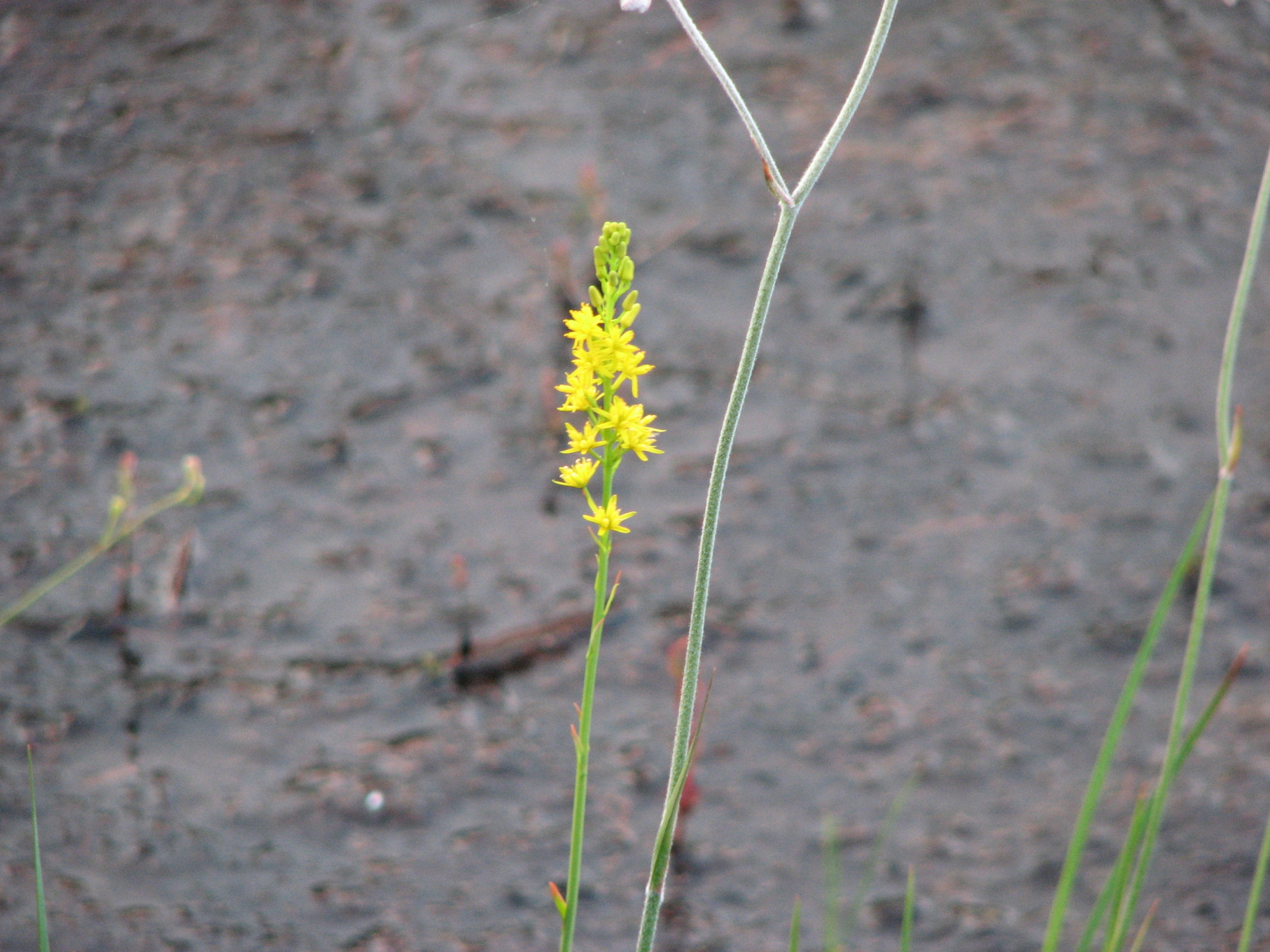
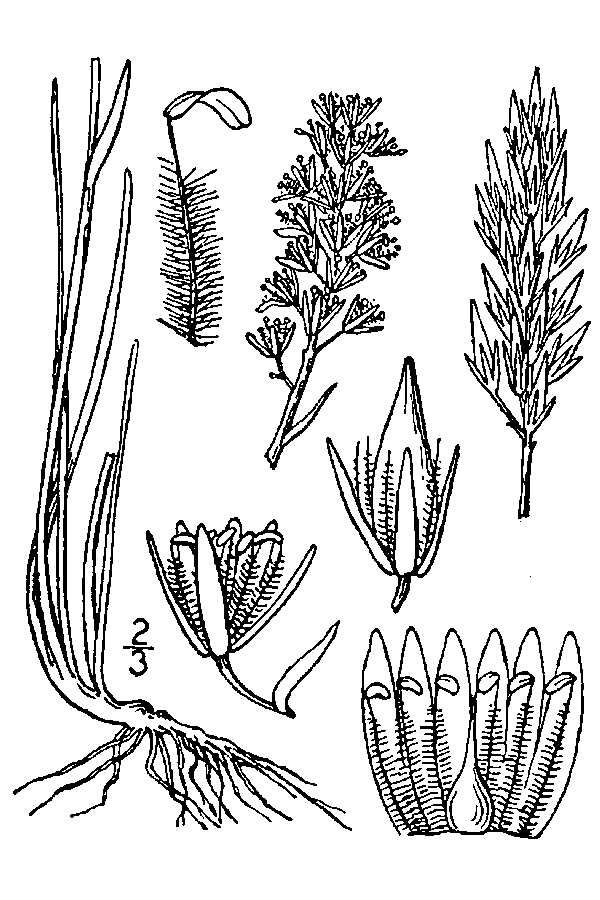
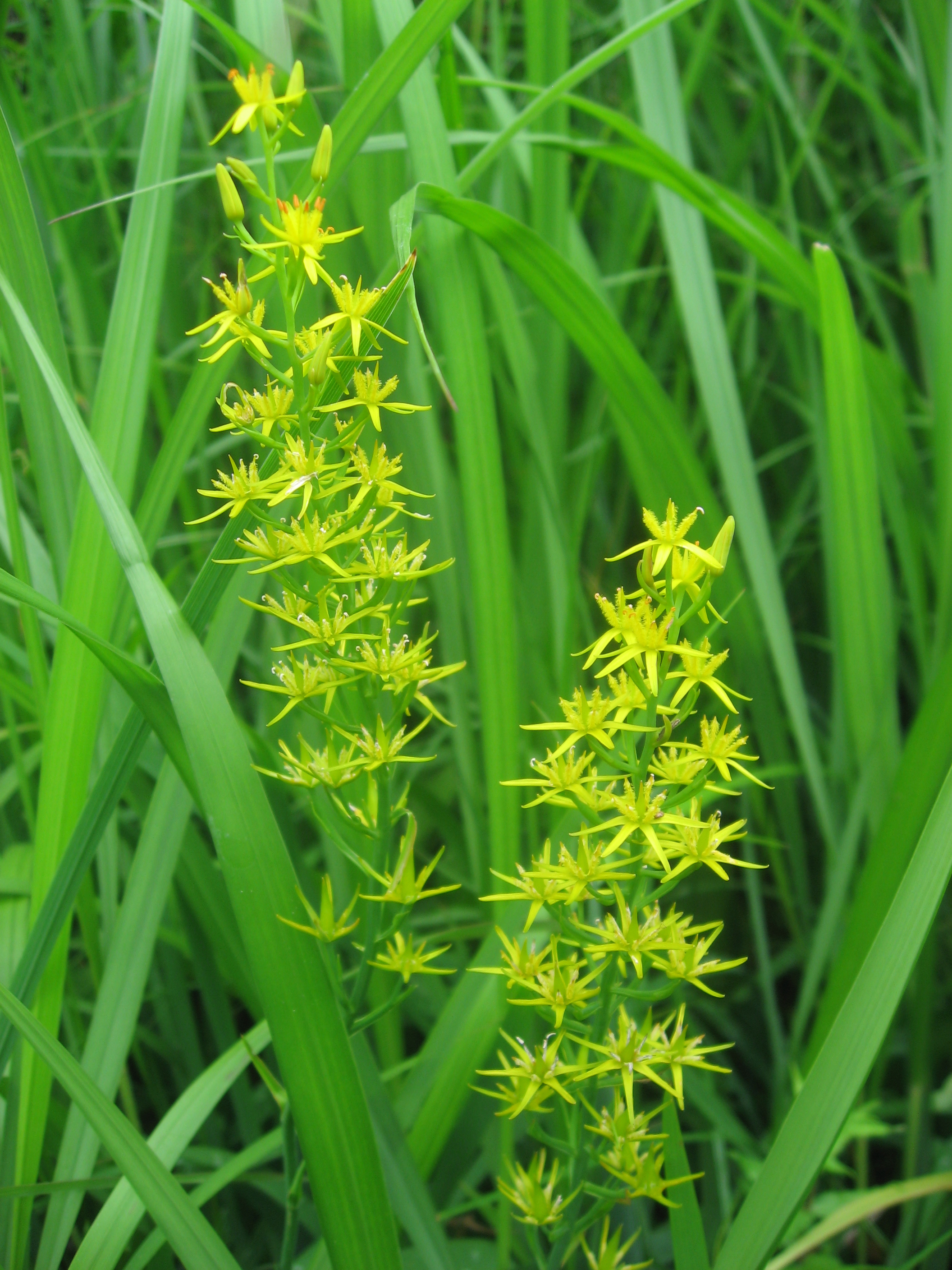
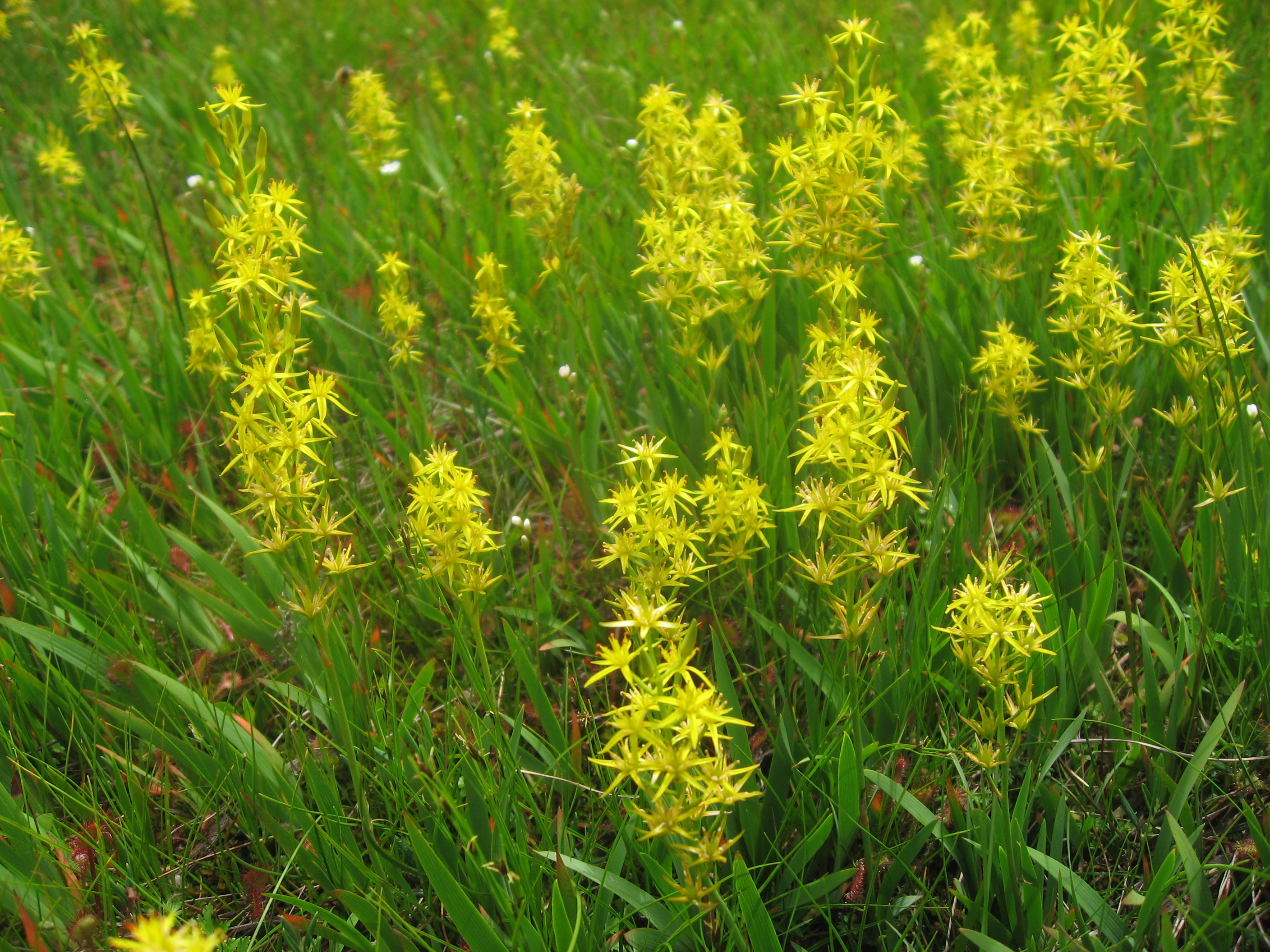
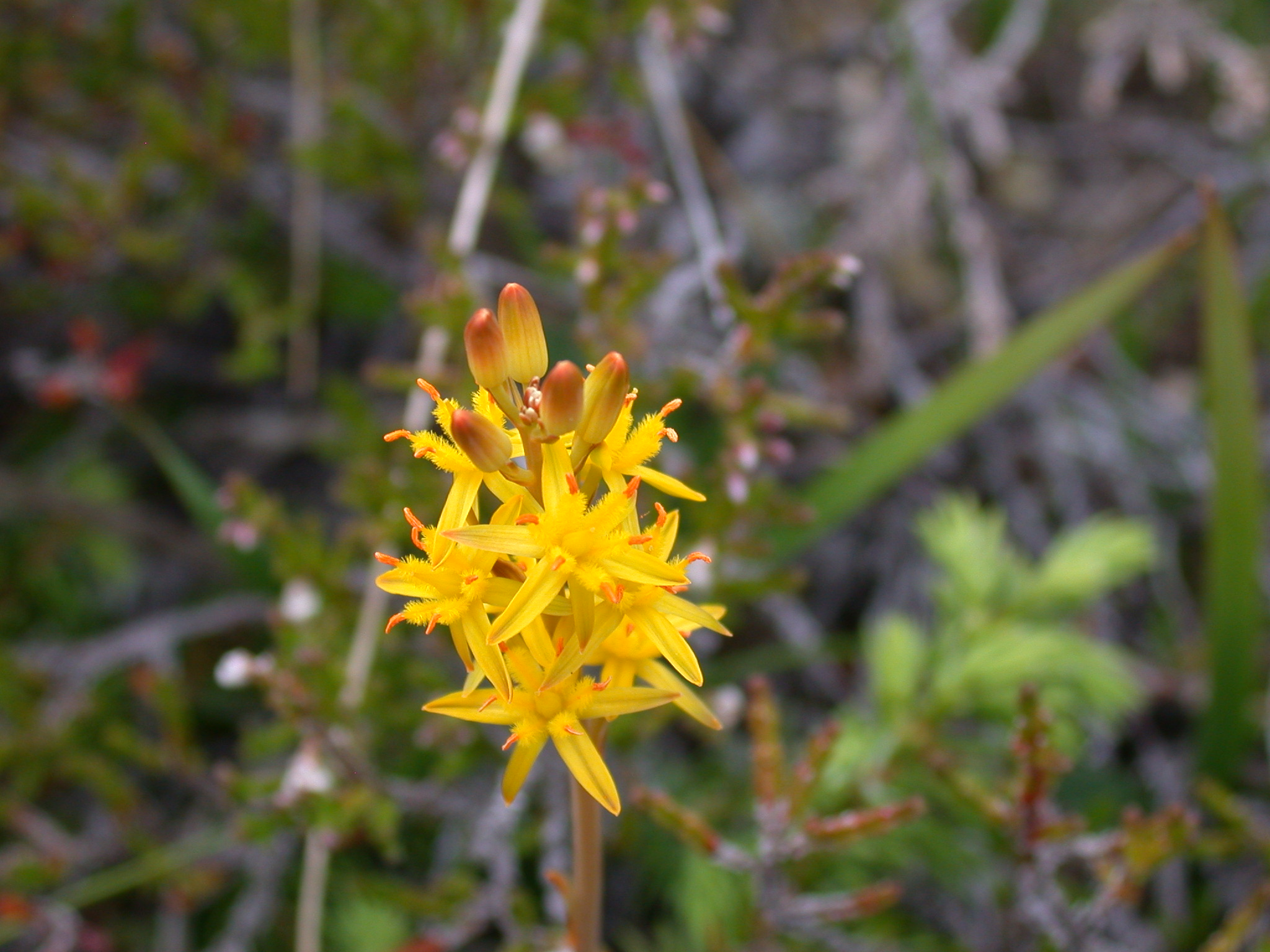
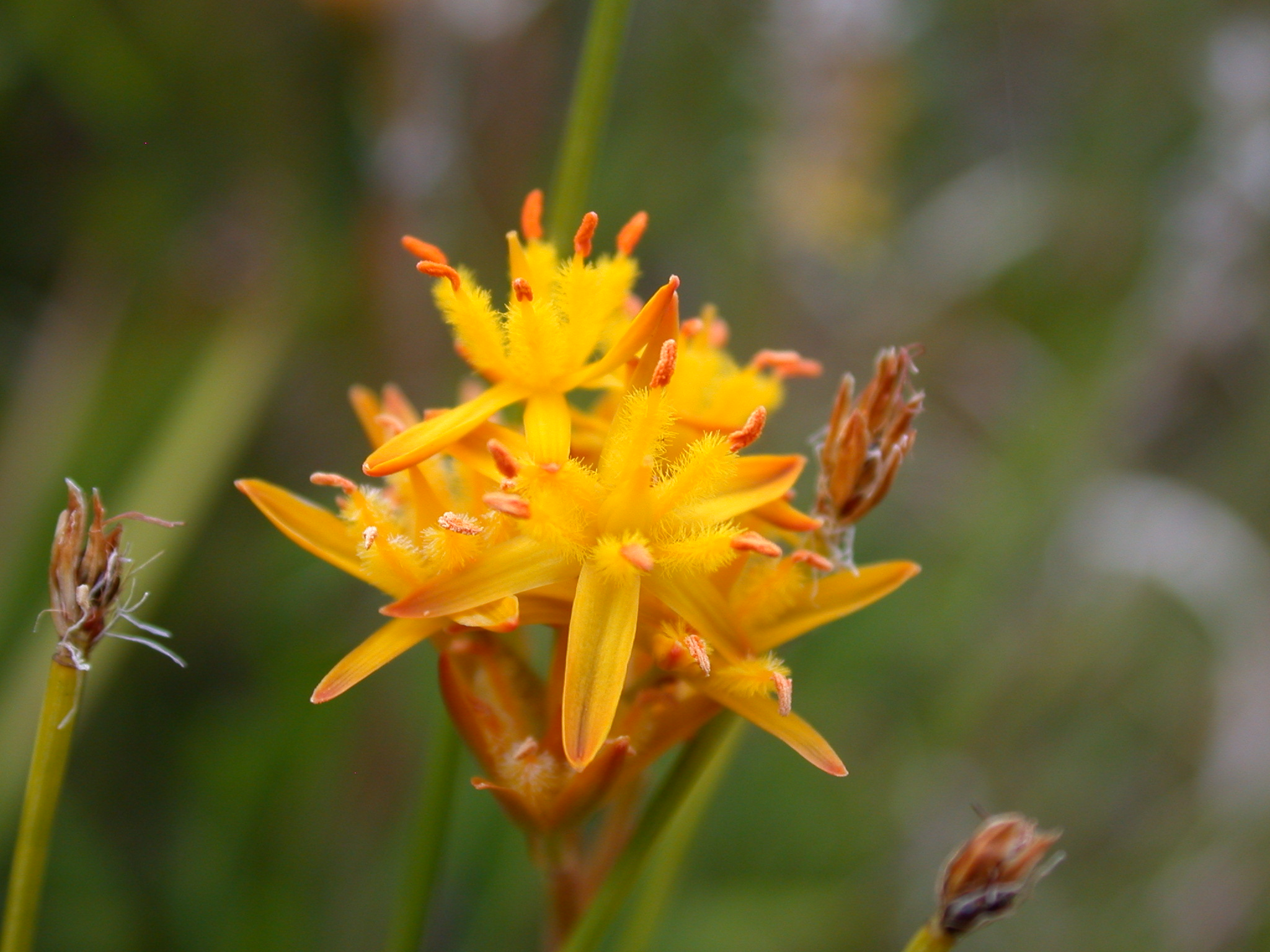